# Pierreclos
Pierreclos és un municipi francès, situat al departament de Saona i Loira i a la regió de Borgonya - Franc Comtat. L'any 2019 tenia 874 habitants.
El nom, derivat del llatí petra clausa, que significa «pedra tancada», o sepulcre, al·ludeix molt proablement a una necropoli romana.

## Demografia
El 2007 encara tenia 936 habitants. Hi havia aleshores 350 famílies i 419 habitatges, 361 habitatges principals, 41 residències i 17 desocupats.
La població ha evolucionat segons el següent gràfic:

## Economia
El 2007 la població en edat de treballar era de 600 persones, 488 eren actives i 112 eren inactives. Hi havia 39 establiments: 4 empreses alimentàries, una empresa de fabricació de material elèctric, i altres empreses de serveis de proximitat El 2000 29 explotacions agrícoles hi conreaven un total de 672 hectàrees. Té escola elemental.

## Monuments i llocs d'interés
- Castell de Pierreclos
- Església de Martí de Tours
- Castell de Carruge